# Cinnyris rufipennis
La nettarinia alirugginose (Cinnyris rufipennis (Jensen, 1983)) è un uccello della  famiglia Nectariniidae, endemico della Tanzania.